# Agriotes pallidulus
Agriotes pallidulus là một loài bọ cánh cứng trong họ Elateridae. Loài này được Illiger miêu tả khoa học năm 1807.

## Hình ảnh

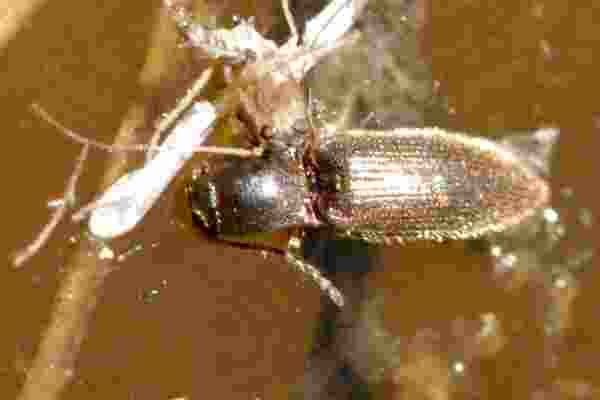
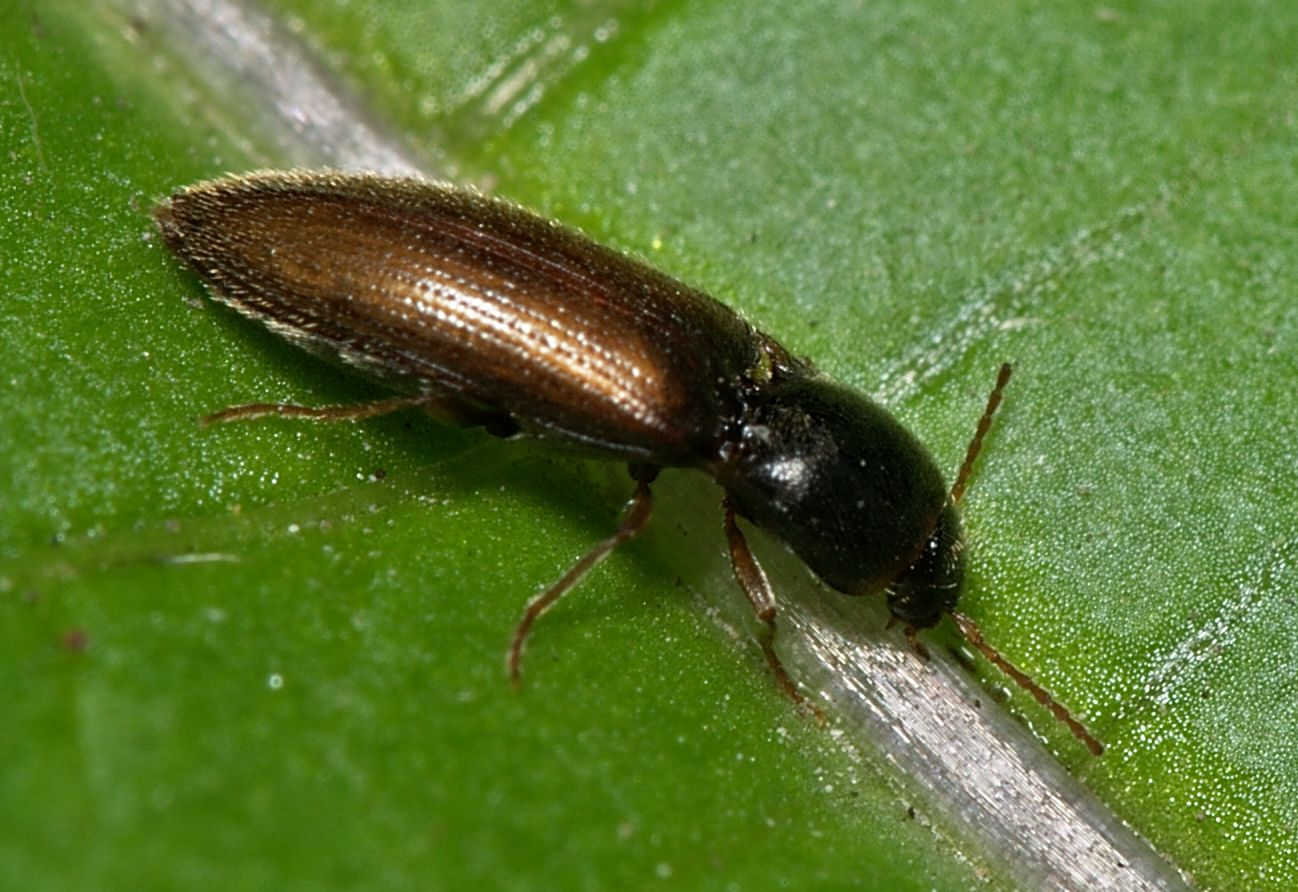